# Tokyo Marble Chocolate
Tōkyō Marble Chocolate (東京マーブルチョコレート, Tōkyō Māburu Chokorēto) est une comédie loufoque animée japonaise (genre shōjo) réalisée par Naoyoshi Shiotani en 2007 et sortie en 2009.

## Synopsis
Les deux OAV retracent la même histoire selon deux points de vue différents : celui de la fille et celui du garçon.
L'histoire repose sur un quiproquo : une copine parasite le domicile du garçon, tandis que l'animal domestique quadrupède fait courir la jeune fille dans tout Tōkyō.